# Геологический (Астраханская область)
Геологический —  посёлок в Наримановском районе Астраханской области, входил в состав Солянского сельсовета. Вошёл в состав села Солянка, современная улица Геологическая.

## География
Посёлок расположен в восточной части Наримановского района на самом севере Западной ильменно-бугровой равнины, являющейся частью Прикаспийской низменности.

## Население
| 2002 | 2010  |
| ---- | ----- |
| 1156 | ↘1050 |